# Rolls-Royce Meteor
Rolls-Royce Meteor — британский бензиновый безнаддувный двенадцатицилиндровый V-образный танковый двигатель водяного охлаждения объёмом ~27.02 литра, так или иначе применявшийся с 1941 по 1964 года на всех британских танках. Был разработан в 1941 году на основе авиационного двигателя Rolls-Royce Merlin.

## Особенности конструкции
Фактически двигатель представляет собой упрощённый вариант Rolls-Royce Merlin: отсутствует приводной нагнетатель, применены литые поршни вместо кованных, понижена степень сжатия, снят редуктор привода винта. До 2400 об./мин. понижены обороты номинальной мощности.
Практически на всех серийных боевых машинах комбинировался с поперечно расположенным механизмом передачи и поворота Merrit-Brown, включающим в себя пятискоростную МКП (+5;-1) или (+5;-2) и механизм поворота по типу тройного дифференциала.

## Применение

Британские танки с двигателем Rolls-Royce Meteor
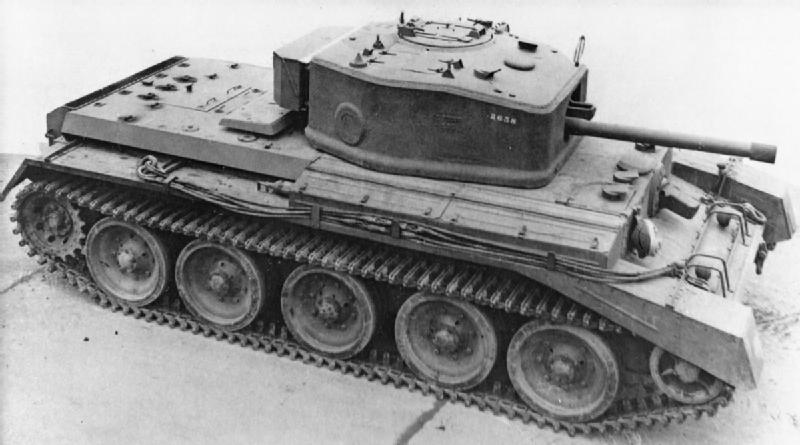
Кромвель 1943-1945 г.г. 600 л.с.
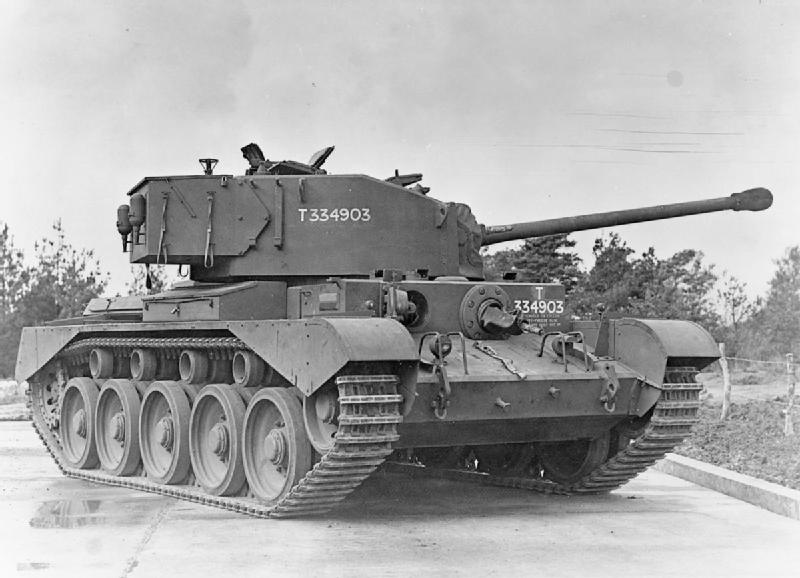
Комета 1944-1945 г.г. 600 л.с.
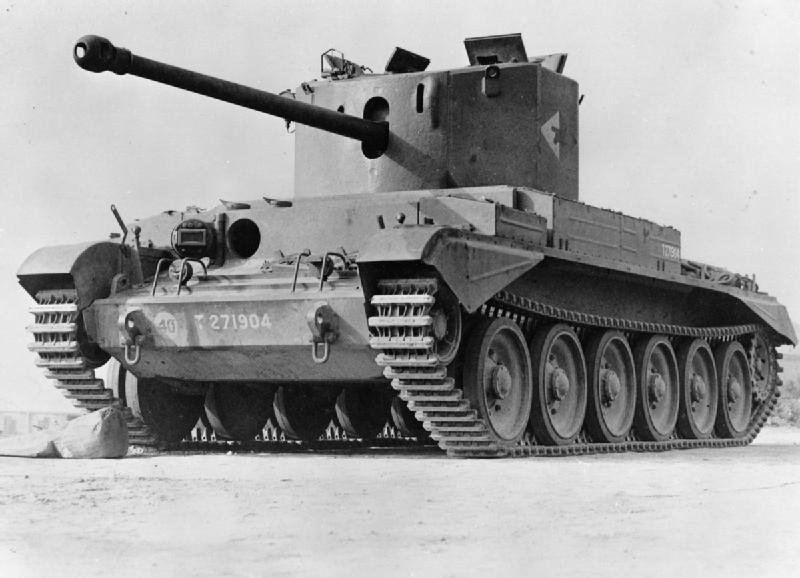
Челленджер 1943-1944 г.г. 600 л.с.
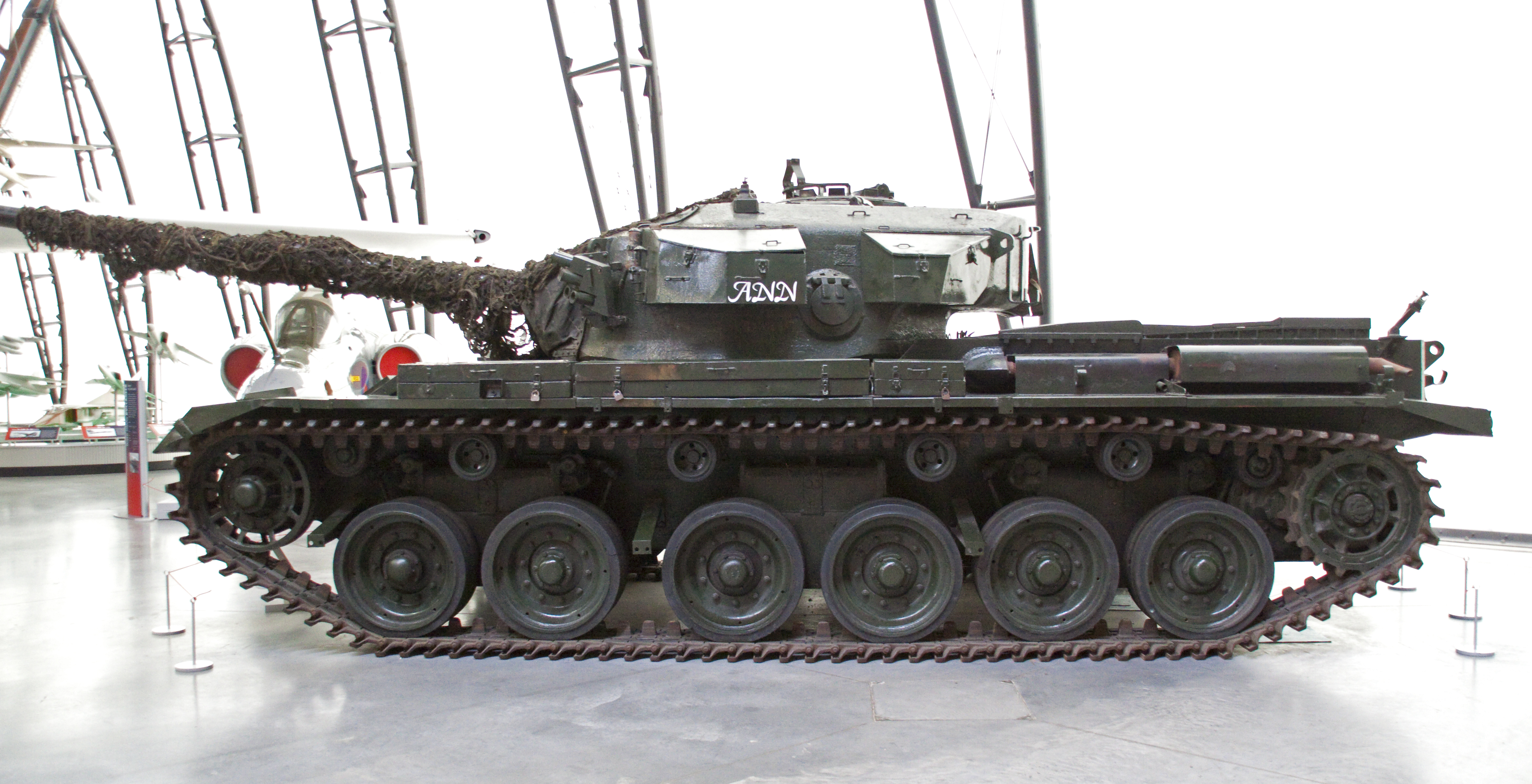
Центурион 1945-1962 г.г. 600-650 л.с.
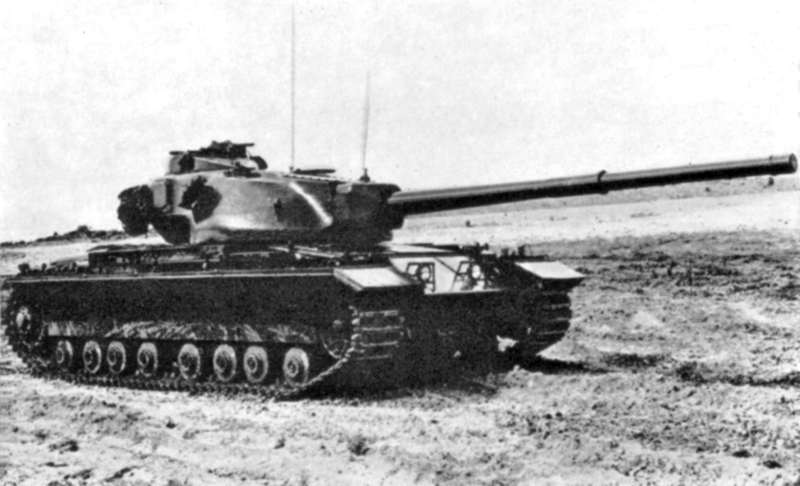
Конкерор 1955-1959 810 л.с. (тип M120 с нагнетателем)